# Почапинці (Звенигородський район)
Поча́пинці — село в Україні, у Лисянській селищній громаді Звенигородського району Черкаської області. У селі мешкає 1281 особа.
Почапинці у період Другої світової війни.
Корсунь-Шевченківська битва 1944р.
У ніч з 16 на 17 лютого 1944 року німецькі війська під прикриттям хуртовини рушили в напрямку Лисянки, (через Почапинці), яка нещодавно була зайнята німецькими військами, що намагалися розірвати кільце оточення. Завадити їм мали з'єднання 52-ї, 27-ї і 4-ї гвардійських армій, 5-ї гвардійської, 6-ї і 2-ї танкових армій, 5-го гвардійського кавалерійського корпусу та інших радянських з'єднань і частин. Німецькі частини, які йшли на прорив, ухиляючись від радянського вогню, вийшли східніше Лисянки, на південь від позицій деблокуючих сил, до річки Гнилий Тікич, де не було ні мостів, ні захопленого плацдарму. З великими труднощами німці спорудили переправу. До 16 години 17 лютого вони таки вийшли до Лисянки. Незважаючи на складні умови прориву, за спогадами очевидців, найбільших втрат німецькі війська зазнали якраз під час форсування річки Гнилий Тікич. З близько 45 тисяч німецьких вояків, що почали прорив із «мішка», 36 262 успішно пробилися до своїх. Але всю важку зброю і спорядження було знищено чи залишено. Частини прикриття, успішно виконавши завдання, досягли позицій 3-го танкового корпусу в ніч на 17 лютого 1944 року. Командувач німецьких сил генерал В. Штеммерман при прориві слідував з ар'єргардом, особисто очолив офіцерську роту, складену з управління корпусу, і загинув у бою. Командир дивізії СС «Вікінг» Герберт Гілле за цей прорив отримав «Залізний хрест» із рук Гітлера.
Корсунь-Шевченківську битву Другої світової війни відтворили на Черкащині

## Опис та загальні відомості
Село засноване над ставами. У 1795 р. тут проживало 364 особи чоловічої статі. 310 жіночої; в 1811 р. відповідно — 389 і 352 особи в 1816 р.-412 і 461. у 1802 р. село було куплене статським радником П.Четвериковим у княгині Теофіли Сапєги за 28000 червоних злотих.
На початок ХІХст. у селі працювали гуральня, цегельня, два шинка.
у жінок-прихожан церкви Преподобної Параскеви в 1825 р. народилося 22 хлопчика та 18 дівчаток. священик Іосиф Радзидський зареєстрував у цей рік 17 шлюбів. Протягом року у селі померло 14 душ чоловічої та 18 душ жіночої статі. Представники чоловічої статі померли у віці 1,2,3,5,6,11,16,27,31,52,58,63,68,71, років.
Згідно зі статистичними даними у селі в 1900 р. налічувалось 345 дворів, 1923 жителів. з яких 965 осіб чоловічої статі і 958 жіночої. Землі налічувалось 2189 десятин. Поміщикам належало 1124 десятини, у володінні церкви була 41 десятина, селянам належало 1024 десятини. Село було власністю поміщиці Катерини Олександрівни Преснухіної. Вона ж сама за трипільною системою вела господарство в селі.
У Почапинцях діяла православна церква, була збудована каплиця, працювали церковно-приходська школа та поміщицький цукровий завод. на якому працювало 390 робочих: 360 чоловіків та 30 жінок. Серед робочих переважна частина були місцеві жителі. так, у 1900 р. 227 осіб робочих становили мешканці с. почапинці, а 163 — з інших сіл. Директором заводу в 1900 р. був микола Андрійович Русель.

## Географія
Це село має багато гарних краєвидів та велику кількість штучно висушених озер, де, здебільшого, випасають худобу. Місцевість включає у себе як плоскі лани, так і круті дороги, обабіч яких живуть люди. Щодо рослинності, то переважає степова і лісостепова.

## Освіта
У селі працює загальноосвітня школа, у якій навчається 100 учнів.

## Відомі люди
- Черевченко Тетяна Михайлівна (1929—2017) — український ботанік, фахівець у вивченні біології орхідних, директор Національного ботанічного саду імені Миколи Гришка НАН України (1988—2004). Член-кореспондент НАН України (1995). Доктор біологічних наук (1985).
- Щербатюк Володимир Михайлович (* 1968) — український історик і громадський діяч, доктор історичних наук, професор.
- Любонько Юрій Миколайович, уродженець у п'ятому поколінні, особисто знає кожного мешканця села

## Населення
Згідно з переписом УРСР 1989 року чисельність наявного населення села становила 1525 осіб, з яких 674 чоловіки та 851 жінка.
За переписом населення України 2001 року в селі мешкали 1384 особи.

### Мова
Розподіл населення за рідною мовою за даними перепису 2001 року:
| Мова       | Відсоток |
| ---------- | -------- |
| українська | 98,71 %  |
| російська  | 1,08 %   |
| білоруська | 0,07 %   |
| вірменська | 0,07 %   |
| молдовська | 0,07 %   |